# Volim te od 9 do 2 (i drugi veliki hitovi)
«Volim te od 9 do 2 (i drugi veliki hitovi)» — музичний альбом гурту Novi fosili. Виданий 1983 року лейблом Jugoton. Загальна тривалість композицій становить 41:13. Альбом відносять до напрямку поп.

## Список пісень
Сторона A
1. «Tako je malo riječi palo» — 3:29
2. «Sanja» — 2:59
3. «Šuti, moj dječače plavi» — 3:14
4. «Saša» — 4:04
5. «Plava košulja» — 3:48
6. «Ja sam šef» — 2:46

Сторона B
1. «Volim te od 9 do 2» — 2:42
2. «Tonka» — 3:26
3. «Zbogom» — 3:22
4. «Hoću li znati» — 3:33
5. «Najdraže moje» — 3:35
6. «Ključ je ispod otirača» — 4:15